# 소방전원 보존 제어장치
"소방전원 보존 제어장치"란 소방용 자가발전설비에서 상용전원 중단 시에는 화재시 부하 및 화재시 부하 이외의 부하(이하 ‘정전시 부하’라 한다.)에 비상전원이 동시에 공급되고, 화재 시 과부하에 접근될 경우 정전시 부하의 일부 또는 전부를 자동적으로 차단하여 화재시 부하에 비상전원을 연속 공급하고, 그 작동 상태를 램프로 표시하는 제어장치를 말한다.

화재시 부하
화재가 발생했을 때 가동되는 시설의 전력부하로서 소방시설의 부하, 타 법에 의해 비상전원 공급이 요구되는 비상시설의 전력부하 및 기타 방재시설의 전력부하가 있다. 즉, 화재시 부하는 소방펌프, 제연설비휀 등의 소방시설과, 비상용승강기, 피난용승강기, 방화셔터 등 타 법에 의해 비상전원 공급이 요구되는 시설과, 지하실 배수펌프 및 지하주차장 환기팬 등의 전력부하이다.

정전시 부하
화재시 부하 이외의 부하로서 정전시 비상전원 공급이 필요한 중요 편의시설의 전력부하이다. 정전시 부하로는 승용승강기, 냉동냉장시설, 전열 시설 등의 전력부하이다. 이 정전시 부하는 화재시 차단될 수 있는 부하이다.

소방전원 보존 제어장치의 필요성
소방용 자가발전설비는 경제성과 관리의 효율성을 위해 통상적으로 화재시 부하뿐 아니라 비 화재 정전시부하가 같이 연결되어 공용으로 사용된다. 화재시에는 정전시 부하가 중요하지 않고, 차단되어도 무방하므로 과부하에 도달되면 자동적으로 이를 차단하여 화재시 부하에 비상전원을 연속공급할 수 있다. 따라서 소방안전을 위해 이러한 소방전원 보존 제어장치가 필수적이다.

소방전원 보존 제어장치의 성능인증 적용
소방전원 보존 제어장치는 공인시험 제품을 적용하여야 하므로 설계 도서에 공인시험제품 적용을 표기해야 한다.

소방전원 보존 제어장치의 구성
소방전원 보존 제어장치는 발전설비의 제어장치에 부가 설치되어 화재 시에 작동된다. 소방전원 보존 제어장치는 과부하 방지를 위한 차단신호를 발생하는 출력단자들이 기본적으로 8개 제공되는데, 이 출력단자들과 정전시부하용의 차단기들의 트립단자와 2.5sq. 제어선로로 연결된다. 따라서 정전시부하용 차단기는 트립장치가 내장되어야 하고, 전원단선결선도에 제어선로로 연결됨을 표기하여야 한다.  
정전시 부하용 차단기는 메인차단기와 복수개의 분기차단기로 구성할 수 있다. 메인차단기가 설치되는 경우 제어선로 구성이 단순해진다. 여러개의 분기차단기의 트립단자를 병열로 연결할 수도 있다. 
소방용 자가발전설비의 제어장치에 소방전원 보존 제어 성능을 내장하여 사용할 수도 있다.  이 경우 부하 제어용 출력단자는 단자의 수는 2~3개가 제공된다. 

확장모듈
제어장치의 과부하 방지용 출력신호 단자가 더 필요할 경우 출력 단자 수를 늘리는 확장모듈(1개당 단자 8개)을 1대 내지 4대를 설치할 수 있다. 실제로 출력단자 하나에 정전시 부하용 차단기 한대가 일대일로 연결될 수 있지만, 정전시 부하용 차단기의 트립장치는 여러개(10여개)를 병열로 연결할 수도 있으므로 부하제어용 출력단자를 제공하는 확장모듈이 그리 많이 필요하지는 아니하다.